# West Horndon
West Horndon – wieś i civil parish w Anglii, w hrabstwie Essex, w dystrykcie Brentwood. Leży 21 km na południowy zachód od miasta Chelmsford i 34 km na wschód od Londynu. W 2011 roku civil parish liczyła 1537 mieszkańców.